# شهرستان آیلند (واشینگتن)
شهرستان آیلند، واشینگتن (به انگلیسی: Island County, Washington) یک شهرستان در ایالات متحده آمریکا است که در ایالت واشینگتن واقع شده‌است.

## خصوصیات
شهرستان آیلند ۱٬۳۳۹٫۰۳ کیلومترمربع مساحت دارد.